# دحل العجاجي
دحل العجاجي هو دحل يقع شمال شرق بلدة الشامية وشرق رجم زويد، وجنوب مركز الفريدة التابعة لمحافظة قرية العليا فيالمنطقة الشرقية في السعودية، وهو من أوسع الدحول فوهة.

## التسمية
سمي بالعجاجي نسبة لعبد الله بن عبد العزيز الكثيري والذي عاش في القرن الحادي عشر ولقب بالعجاجي لأنه دخل في الدحل وتاه فيه وبقي عدة أيام لم يرَ فيها الشمس، فلما اهتدى إلى طريق الخروج وإذا هو قد ابيض شعره وجلده فلقب بالعجاجي، ولقب الدحل بدحل العجاجي. 